# Internationaal Kortfilmfestival Leuven
Internationaal Kortfilmfestival Leuven (IKL), opgericht in 1995, presenteert jaarlijks een selectie kortfilms, zowel fictiefilms als animatiefilms, documentaires en non-narratieve films.
De Vlaamse en Europese kortfilmcompetities staan centraal op het kortfilmfestival. Er worden jaarlijks om en bij 9 jury- en publieksprijzen uitgereikt. Daarnaast pakt het IKL ieder jaar uit met een reeks retrospectieve programma's en specials. Sinds 2007 worden ook de VAF Wildcards uitgereikt op het festival.
Kortfilmfestival Leuven, dat sinds 2002 integraal doorgaat in Kunstencentrum STUK, beslaat doorgaans om en bij 120-tal vertoningen, gespreid over 8 dagen festival. Elk jaar vertoont het festival meer dan 200 kortfilms van over de hele wereld, verdeeld in meer dan 25 verschillende compilaties. Naast het uitgebreide filmprogramma, organiseert het festival uitdagende masterclasses, workshops en panelgesprekken voor filmliefhebbers en -professionals uit binnen- en buitenland. In 2014 haalde het festival meer dan 10.000 bezoekers.
Sinds 2012 is het festival Academy Award Qualifying, wat betekent dat de kortfilms die de juryprijzen van de Europese en de Vlaamse competitie winnen automatisch op de long list van de Academy komen voor beste kortfilm. Daarnaast werd het festival in 2016 BAFTA Qualifying en in 2017 nomineerde het festival voor het eerst een kortfilm voor de European Film Awards.

## Programmatie
De programmatie van het festival is ruwweg op te splitsen in een competitief en niet-competitief gedeelte.

### Competitieve sectie
De focus van het festival ligt op het competitief gedeelte dat op zijn beurt is opgesplitst in enkele Vlaamse competities, een Europese competitie en de VAF Wildcards. De Vlaamse competitie bestaat uit drie luiken: fictie, animatie en documentaire. worden prijzen uitgereikt voor beste korte fictiefilm (MIKROS & A-Sound Publieksprijs (10.000 euro postproductiesteun), debuutprijs (2.500 euro cash) en de prijs van de jury (10.000 euro productiesteun van Eye-lite + 1.500 euro cash)), beste korte animatiefilm (Publieksprijs van 1.500 euro cash).
De VAF Wildcards zijn filmprijzen bedoeld voor Vlaamse Master en derde Bachelor filmstudenten (van de filmscholen KASK (Gent), Sint-Lukas, NARAFI of RITS (Brussel) of C-Mine (Genk)). De prijs bestaat uit een productiebudget van 60.000 euro voor 2 fictie-, 40.000 euro voor 2 documentaire filmmakers, 40.000 euro voor een animatiefilmmaker en 25.000 euro voor een filmlab productie. Dit productiebudget kan gebruikt worden om een nieuwe kortfilm te maken, maar een langspeler behoort ook tot de mogelijkheden.
In de Europese competitie worden de prijs van het publiek en de prijs van de jury (2.500 euro cash) uitgereikt.

### Niet-competitieve sectie
Het festival heeft verder ook een aantal niet-competitieve programma's die -buiten een aantal vaste rubrieken- echter van jaar tot jaar verschillen. Terugkerende programma's zijn de Animation Nations waarbij het festival een selectie geeft van internationale, vrij recente geanimeerde kortfilms. The Labo"" bundelt een selectie van experimentele of non-narratieve kortfilms. Tot slot programmeert het festival meestal ook een aantal humoristische kortfilmcompilaties onder de verzamelnaam Comedy Shorts.

## Uitgereikte prijzen op het festival

### 2024
- Europese competitie
  - Prijs van de jury: L'avance (Djiby Kebe)
  - Prijs van het publiek: Barlebas (Malu Janssen)
  - Peer Award: The Sea in Between (Lun Sevnik)
- Vlaamse competitie: 
  - Prijs van de jury voor Beste Vlaamse Kortfilm: Object 817 (Olga Lucovnicova)
- Vlaamse competitie: fictie
  - Prijs van de jury: Les Enfants Iront Bien (Sigi Van Roy)
  - Prijs van het publiek: Ma Mère et l'Étrangère (Bjarne Jacobs)
  - Prijs voor de beste acteerprestatie: De Stier (Maaike Cafmeyer)
  - Prijs voor de beste cinematografie: Tropa (Pauwel Billau)
  - Prijs voor het beste debuut: The World is My Idea (Alexander Wolfgang Smadja)
- Vlaamse competitie: animatie
  - Prijs van de jury: Raaf (Jeroen Ceulebrouck)
  - Prijs van het publiek: Fiego and the Magic Fish (Joe Murray)
- Vlaamse competitie: documentaire
  - Prijs van de jury: Object 817 (Olga Lucovnicova)
- Wildcards Vlaams Audiovisueel Fonds
  - Fictie: Tussen oud en nieuw / entre deux (Jasmine Issa Issa)
    - Speciale vermeldingen: UPPER (Lennert Madou) en The World is My Idea (Alexander Wolfgang Smadja)

  - Documentaire: Tiger Stripes (Florence Boone)
    - Speciale vermeldingen: Nooit rust (Céline Schauvliege)

  - Animatie: JUDY1964 (Marie-Hélène Van Thuyne)
    - Speciale vermeldingen: Canned (Hasse Van Overbeke)

  - Filmlab: Touch Me With Your Eyes (Anaïs Kabore)
    - Speciale vermeldingen: sleeping sun rise (Sofie Roelants)

  - Scenario: Zacht (Manon Poelman)
- Overige prijzen
  - Humo Award: De leider komt (Manuel Janssens en Michiel Geluykens)
  - Persprijs: Daniel Van den Berg is dood (Ali Baharlou)
  - Pitch Award: (Charlotte De Cort) en (Luca Peres-Bota)

### 2023
- Europese competitie
  - Prijs van de jury: A Study of Empathy (Hilke Rönnfeldt)
    - Speciale vermeldingen: The Birthday Party (Francesco Sossai)

  - Prijs van het publiek: Ik ben geen robot (Victoria Warmerdam)
  - Peer Award: Be Somebody (Michał Toczek)
- Vlaamse competitie: fictie
  - Prijs van de jury: Friday 1st of July (Sarah Lederman)
    - Speciale vermeldingen: Sibling (Laura Van Passel)

  - Prijs van het publiek: Rachid (Rachida El Garani)
  - Prijs voor de beste acteerprestatie: Burn (Cato Catteeuw)
  - Prijs voor de beste cinematografie: Friday 1st of July (Michel Rosendaal)
  - Prijs voor het beste debuut: Rocky Meets Lucy (Georges Rottier)
- Vlaamse competitie: animatie
  - Prijs van de jury: The Miracle (Nienke Deutz)
  - Prijs van het publiek: Drijf (Levi Stoops)
- Vlaamse competitie: documentaire
  - Prijs van de jury: Meeuwen Schreeuwen in het Weekend (Frederik en Maria Stuut)
- Wildcards Vlaams Audiovisueel Fonds
  - Fictie: Orange Flavored Love (Angela Alsouliman)
    - Speciale vermeldingen: Burn (Cato Catteeuw)

  - Documentaire: Kaalkapje (Marthe Peters)
    - Speciale vermeldingen: Ergens Tussenin (Liza De Maeyer)

  - Animatie: Oxide (Emma Emily Daelman)
  - Filmlab: Le tarantole dormono sotto le pietre (Giada Cicchetti)
  - Scenario: Golflengte (Stella Aerts)
- Overige prijzen
  - Humo Award: Pedro (Aline Boyen)
  - Persprijs: Rachid (Rachida El Garani)
  - Pitch Award: Nor (Kyra Verreydt) en Patience, Consolation, Béatitude (Bavo Verhaegen)

### 2022
- Europese competitie
  - Prijs van de jury: Zoon (Jonatan Schwenk)
  - Prijs voor de beste live action- fictie: Fairplay (Zoel Aeschbacher)
  - Prijs van het publiek: Ice Merchants (João Gonzalez)
  - Peer Award: Nest (Hlynur Pálmason)
- Vlaamse competitie: fictie
  - Prijs van de jury: Noisetrain (Pol De Plecker)
  - Prijs van het publiek: Portrait of a Disappearing Woman (Nelson Polfliet)
  - Prijs voor de beste acteerprestatie: Jennifer Heylen (Klette - Michael Abbay)
  - Prijs voor de beste cinematografie: Wannes Vanspauwen, (Noisetrain - Pol De Plecker)
  - Prijs voor het beste debuut: Merci pour votre patience! (Simon van der Zande)
- Vlaamse competitie: animatie
  - Prijs van het publiek:Luce en de Rots (Britt Raes)
- Vlaamse competitie: documentaire
  - Prijs van de jury: The Fruit Tree (Isabelle Tollenaere)
  - Prijs voor het beste debuut:La Marelle (Laura De Baudringhien)
- Wildcards Vlaams Audiovisueel Fonds
  - Fictie: Klette (Michael Abay)
    - Speciale vermeldingen: Mona (Abdulrahman Alshowaiki) en La Chutte (Sebastian Schaevers)

  - Documentaire: Les murs qui crient (Evi Cats)
    - Speciale vermeldingen:In between (Marie Janssens)

  - Animatie: Inertie (Julie Verstraten)
    - Speciale vermeldingen: The Leak (Paola Cubillos)

  - Filmlab: Tukuleur (Brahim Tall)
    - Speciale vermeldingen: Een vogel met jouw naam (Leon Decock)

  - Scenario: De Branding (Linde Gossens)
- Overige prijzen
  - Humo Award: La chute (Sebastian Schaevers)
  - Persprijs: Noisetrain (Pol De Plecker)
  - Pitch Award: Daniel Van den Berg is dood (Ali Baharlou) en SIM (Lynn Ryssen)

### 2021
- Europese competitie
  - Prijs van de jury: Dad's Sneakers (Olha Zhurba)
    - Speciale vermelding: Fading Snow (Ania Morawiec)

  - Prijs van het publiek: An Irish Goodbye (Tom Berkeley & Ross White)
  - Peer Award: Le Voisin de Lou (Victoria Lafaurie en Hector Albouker)
- Vlaamse competitie: fictie
  - Prijs van de jury: De dag die wit was (Wannes Vanspauwen)
  - Prijs voor het beste debuut: High Jump (Lennert Madou)
  - Prijs van het publiek: Two to Tango (Dimitri Sterkens)
  - Prijs voor de beste acteerprestatie: Pip Campbell (Wacht)
  - Prijs voor de beste cinematografie: Grimm Vandekerckhove (The Sky Was Pink)
- Vlaamse competitie: animatie
  - Prijs van het publiek: Little Ox (Raf Wathion en Patrick Vandebroeck)
- Vlaamse competitie: documentaire
  - Prijs van de jury: I Don't Feel at Home Anywhere Anymore (Viv Li)
- Wildcards Vlaams Audiovisueel Fonds
  - Fictie: Passé Imparfait (Aulona Fetahaj)
    - Speciale vermeldingen: Au revoir au printemps (Khaël Touag) en De dag die wit was (Wannes Vanspauwen)

  - Documentaire: Nieuwkomers (Camille Ghekiere)
    - Speciale vermeldingen: Z Bratem (Mattias Bavré) en A Country in a Corner (Neema Ngeline)

  - Animatie: Rode Reus (Anne Verbeure)
  - Filmlab: My Own Room (Viet Vu)
  - Scenario: De Branding (Linde Gossens)
- Overige prijzen
  - Humo Award: Binge Loving (Thomas Deknop)
  - Persprijs: The Tears of Things (Kate Voet)
  - Pitch Award: Savorless Salt (Mathieu Ghekiere) en Bokkenrijders (Tom De Liège)
    - Speciale vermelding: Calin (Eva Eysermans)

### 2020
- Europese competitie
  - Prijs van de jury: Dustin (Naïla Guiguet)
  - Prijs van het publiek: Alive (Jimmy Olsson)
  - EFA candidate: Marlon Brando (Vincent Tilanus)
  - Peer Award: Marlon Brando (Vincent Tilanus)
- Vlaamse competitie: fictie
  - Prijs van de jury: So We Live (Rand Abou Fakher)
    - Speciale vermelding: Zonder Meer (Meltse Van Coillie)

  - Prijs voor het beste debuut: Wildflowers (Ammen Simpson Ogedengbe)
  - Prijs van het publiek: Beau Monde (Hans Vannetelbosch)
  - Prijs voor de beste acteerprestatie: Loes Swaenepoel (Kom Hier)
  - Prijs voor de beste cinematografie: ADA (David Williamson)
- Vlaamse competitie: animatie
  - Prijs van het publiek: Easter Eggs (Nicolas Keppens)
- Vlaamse competitie: documentaire
  - Prijs van het publiek: The Lost Bicycle of Ghent (Lukas Gevaert)
- Wildcards Vlaams Audiovisueel Fonds
  - Fictie: Versaille (Hyun Lories) en Eden (Sven Spur)
    - Speciale vermelding: Wildflowers (Ammen Simpson Ogedengbe) en O (Petronella Van der Hallen)

  - Documentaire: Elong E’Nabe (Niels Devlieghere) en My uncle Tudor (Olga Lucovnicova)
  - Animatie: Would you please? (Ada Guvenir)
  - Filmlab: Flora (Mischa Dols)
    - Speciale vermelding: Environs (Bas Verbruggen)

  - Scenario: Eomma (Sun Mee Nele Catrysse)
- Overige prijzen
  - Humo Award: Mia (Christina Vandekerckhove)
  - Persprijs: Howling (Laura Van Haecke)
  - Pitch Award: Finns Hiel (Cato Kusters) en  Lieve Meneer Duif (Niels Snoek)

### 2019
- Europese competitie
  - Prijs van de jury: The Tent (Rebecca Figenschau)
    - Speciale vermelding: The Walking Fish (Thessa Meijer)

  - Prijs van het publiek: The Tent (Rebecca Figenschau)
  - EFA candidate: Lake Of Happiness (Aliaksei Paluyan)
- Vlaamse competitie: fictie
  - Prijs van de jury: Da Yie (Anthony Nti)
  - Prijs voor het beste debuut: Gyre (Charlotte Lybaert)
  - Prijs van het publiek: Graven (Tijs Torfs)
  - Prijs voor de beste acteerprestatie: Joke Emmers (Lieve)
  - Prijs voor de beste cinematografie: Maxime Lahousse (Nesting)
- Vlaamse competitie: animatie
  - Prijs van het publiek: Carrier (Marijn Grieten)
- Vlaamse competitie: documentaire
  - Prijs van de Jury: Raketkanon - I Live In A Society (Maximiliaan Dierickx)
- Wildcards Vlaams Audiovisueel Fonds
  - Fictie: Sun Dog (Dorian Jespers) en Gyre (Charlotte Lybaert)
  - Documentaire: For Eunice (Jaan Stevens)
    - Speciale vermelding: Okaeri (Axelle Lenaerts)

  - Animatie: Balance (Timothée Crabbé)
  - Filmlab: This House/ La Maison (Elie Maissin)
    - Speciale vermelding: The Afterlife Of Fatherbird (Martijn Van de Wiele)
- Overige prijzen
  - Humo Award: #YouToo (Björn Pinxten, Jenne Decleir)
  - Persprijs: Meander (Dayo Clinckspoor)
  - Pitch Award: De Veestapel Aan De Kribbe (Breyten Van Der Donck, Julie Vanlerberghe) en Dochters (Marjolein Verhoeven)

### 2018
- Europese competitie
  - Prijs van de jury + EFA candidate: A Worthy Man (Kristian Håskjold)
  - Speciale vermelding: The Award (Lidija Mojsovska)
  - Prijs van het publiek: Vihta (François Bierry)
- Vlaamse competitie: fictie
  - Prijs van de jury: Pathetiek (Yahya Terryn)
  - Prijs voor het beste debuut: Provence (Kato De Boeck)
  - Prijs van het publiek: Provence (Kato De Boeck)
  - Prijs voor de beste acteerprestatie: Willeke Van Ammelrooy (In The Palace)
  - Speciale vermelding: Laime De Paep (Provence)
- Vlaamse competitie: animatie
  - Prijs van het publiek: Botvieren (Elise Eetesonne)
- Vlaamse competitie: documentaire
  - Prijs van de Jury: Our Song To War (Juanita Onzaga)
- Wildcards Vlaams Audiovisueel Fonds
  - Fictie: Waithood (Louisiana Mees)
  - Documentaire: Memre Yu (Zaïde Bil)
  - Animatie: Heen en weer (Lisa Foster)
  - Filmlab: Elephantfish (Meltse Van Coillie)
- Overige prijzen
  - Humo Award: Provence (Kato De Boeck)
  - Persprijs: Provence (Kato De Boeck)
  - Pitch Award: The Best Immigrant (Cristina Poppe en Raoul Groothuizen) en Low Cost (Maxime Pistorio)
  - Hello Crowd! Award: Calm Before The Storm (Elissa Verjans), Wildflowers, The Children of Never (Ammen Ogedengbe) en Dag papa (Hans Dessers)

### 2017
- Europese competitie
  - Prijs van de jury: Le Bleu Blanc Rouge de mes Cheveux (Josza Anjembe)
  - Prijs van het publiek: Les Heures-Encre (Wendy Pillonel)
  - EFA candidate: Graduation '97 (Pavlo Ostrikov)
- Vlaamse competitie: fictie
  - Prijs van de jury: May Day (Fedrik De Beul en Olivier Magis)
  - Speciale vermelding: Remise (Deben Van Dam)
  - Prijs voor het beste debuut: Poor Kids (Michiel Dhont)
  - Prijs van het publiek: May Day (Fedrik De Beul en Olivier Magis)
  - Prijs voor de beste acteerprestatie: Thierry Hellin (in de film May Day)
- Vlaamse competitie: animatie
  - Prijs van het publiek: Wildebeest (Nicolas Keppen en Matthias Phlips)
- Vlaamse competitie: documentaire
  - Prijs van de Jury: Girlhood (Heleen Declercq)
- Wildcards Vlaams Audiovisueel Fonds
  - Fictie: Sons of no one (Hans Vannetelbosch) en Poor Kids (Michiel Dhont)
  - Documentaire: Ours is A Country of Words (Mathijs Poppe) en De Flandrien (Kinshuk Surjan)
  - Animatie: XYXX (Zander Meykens)
  - Filmlab: Carry On (Mieriën Coppens)
- Overige prijzen
  - Humo Award: Hotel Mama (Aline Boyen)
  - Persprijs: Lost in the Middle (Senne Dehandschutter)
  - Pitch Award: Our Last Days van Sam Gielen en Poumpo van Anthony Tueni.

### 2016
- Europese competitie
  - Prijs van de jury: The Hunchback (Gabriel Abrantes, Ben Rivers, UK/Portugal)
  - Prijs van het publiek: 90 Grad Nord (Detsky Graffam, Duitsland)
  - Speciale vermeldingen: Over (Jörn Threlfall, UK) en Au Loin, Baltimore (Lola Quivoron, Frankrijk)
- Vlaamse competitie: fictie
  - Prijs van de jury: Hampi (Pim Algoed)
  - Prijs voor het beste debuut: Boi (Anthony Nti)
  - Prijs van het publiek: Downside Up (Peter Ghesquière)
  - Speciale vermelding: Nymphet (Laura Hermanides)
- Vlaamse competitie: animatie
  - Prijs van het publiek: No Offense (Kris Borghs)
- Humo Award: Downside Up (Peter Ghesquière)
- Pitch Award: De Zenmeester van (Isabelle Stockmans) en Old Birdie (Lynn Ryssen)
- Hello Crowd!: Samen Gelukkig (Marie De Hert), This No Land (Alexander Decommere) en The Hoarder (Leen Vandereyken en Frederik De Wilde)
- Persprijs: Boi (Anthony Nti)
- Wildcards Vlaams Audiovisueel Fonds
  - Fictie: KIP (Abel Bos) en Yibril (José Daniel Granados Carranza)
  - Documentaire: Die Ruinen von Europa (Ira A. Goryainova) en The Jungle knows you better than you do (Juanita Onzaga)
  - Animatie: Kastaars (Jasmine Elsen)
  - Filmlab: Hollow hours / Le temps cogne (Camille Picquot) en Remote (Eva Giolo)

### 2015
- Europese Kortfilmcompetitie
  - Prijs van de Jury: “Maman(s)” (Maimouna Doucoure)
  - Prijs van het Publiek: “Le Mur” (Samuel Lampaert)
- Vlaamse Kortfilmcompetitie
  - Prijs van de Jury: “The Allegory of the Jam Jar” (Boris Kuijpers & Ruth Mellaerts)
  - Prijs voor het beste debuut: “Drôle d'oiseau” (Anouk Fortunier)
  - Prijs van het Publiek: “The Allegory of the Jam Jar” (Boris Kuijpers & Ruth Mellaerts)
  - Prijs van het Publiek voor de Beste Animatiefilm: “Schaapjes tellen” (Frits Standaert)
- Humo Award: “The Allegory of the Jam Jar” (Boris Kuijpers & Ruth Mellaerts)
- Pitch Award: Jasper Vrancken en Leander Hanssen
- Persprijs: “Guest” (Moon Blaisse)
- Wildcards Vlaams Audiovisueel Fonds:
  - Fictie: “Umpire” (Leonardo Van Dijl); “Drôle d'oiseau” (Anouk Fortunier)
  - Documentaire: “Flor de mil colores” (Karen Vázquez Guadarrama); “Into Darkness” (Rachida El Garani)
  - Animatie: “The Beast” (Liesbet van Loon)
  - Filmlab:  "In Frankrijk zijn geen walvissen” (Eva van Tongeren)

### 2014
- Europese Kortfilmcompetitie
  - Prijs van de Jury: “It Can Pass Through the Wall” (Radu Jude, Roemenië)
  - Prijs van het Publiek: “Discipline” (Christophe M. Saber, Frankrijk)
- Vlaamse Kortfilmcompetitie
  - Prijs van de Jury: “L'Infini” (Lukas Dhont)
  - Prijs voor het beste debuut: “Le Pli dans l'Espace” (Ann-Julie Vervaeke)
  - Prijs van het Publiek: “De Smet” (Wim Geudens en Thomas Baerten)
  - Prijs van het Publiek voor de Beste Animatiefilm: “Oma” (Karolien Raeymaekers)
- Humo Award: “De Smet” (Wim Geudens en Thomas Baerten)
- Pitch Award: Mieke Briers; Alidor Dolfing
- Persprijs: “Perdition County” (Raphaël Crombez)
- Wildcards Vlaams Audiovisueel Fonds:
  - Fictie: “Perdition County” (Raphaël Crombez); “Hitorikko” (Miwako Van Weyenberg)
  - Documentaire: “Manhattan, Brussels” (Kwinten Gernay);  “Kosmos” (Ruben Desiere)
  - Animatie: “Het Paradijs” (Laura Vandewynckel)
  - Filmlab: “On Difference As Such” (Christina Stuhlberger)

### 2013
- Europese Kortfilmcompetitie
  - Prijs van de Jury: “La fugue” (Jean-Bernard Marlin, Frankrijk)
  - Prijs van het Publiek: “Géraldine, je t'aime” (Emmanuel Courcol, Frankrijk)
- Vlaamse Kortfilmcompetitie
  - Prijs van de Jury: "De weg van alle vlees" (Deben Van Dam)
  - Prijs voor het beste debuut: "Sonnet 81" (Maaike Neuville)
  - Prijs van het Publiek: "De weg van alle vlees" (Deben Van Dam)
- Prijs van het Publiek voor de Beste Animatiefilm: "Mia" (Wouter Bongaerts)
- Humo Award: "De weg van alle vlees" (Deben Van Dam)
- Wildcards Vlaams Audiovisueel Fonds:
  - Fictie: "De weg van alle vlees" (Deben Van Dam) en "Sonnet 81" (Maaike Neuville)
  - Documentaire: "Peut-être le noir" (Juliette Joffé) en "28 Rue Brichaut" (Hannes Verhoustraete)
  - Animatie: "Eén, twee, drie, piano!" (Nienke Deutz)
  - Filmlab: "Fabric of Time" (Miki Ambrózy)

### 2012
- Europese Kortfilmcompetitie
  - Prijs van de Jury(***): “Premature” (Gunhild Enger, Noorwegen)
  - Prijs van het Publiek: “Zu Dir?” (Sylvia Borges, Duitsland)
- Vlaamse Kortfilmcompetitie
  - Prijs van de Jury (***): "The importance of sweet and salt" (Benoît De Clerck)
  - Prijs voor het beste debuut: "Tweesprong" (Wouter Bouvijn)
  - Prijs van het Publiek: "Dood van een schaduw" (Tom van Avermaet)
- Prijs van het Publiek voor de Beste Animatiefilm: "Natasha" (Roman Klochkov)
- Beste Videoclip: "The Frog" (Joe Vanhoutteghem, muziek: The Hickey Underworld)
- Humo Award: "Kus me zachtjes" (Anthony Schatteman)
- Wildcards Vlaams Audiovisueel Fonds:
  - Fictie: “Nigredo” (Michel van Ostande) en “Tjernobyl Hearts” (Emilie Verhamme)
  - Animatie: “Little Ryan” (Aad Verstraete)
  - Documentaire:”30M3″ (Jeroen Broeckx) en “Pater Familieas” (Bram Cartigni)
  - Filmlab: “Maturing as a Tree” (Hans Galle)

(***) Deze films komen op de longlist voor de Oscars 2014.

### 2011
- Europese Kortfilmcompetitie
  - Prijs van het Publiek: “L’Accordeur” (Olivier Treiner, Frankrijk)
  - Prijs van de Jury: “Without Snow” (Magnus von Horn, Polen/Zweden)
- Vlaamse Kortfilmcompetitie
  - Prijs van de Jury: “Dura Lex” (Anke Blondé)
  - Prijs voor het Beste Debuut: “Beats of Love” (Wim Geudens)
  - Prijs van het Publiek: “Broeders” (Adil El Arbi & Bilall Fallah)
- Prijs van het Publiek voor de Beste Animatiefilm: “Crayon D’Amour” (Gert Driesen)
- Prijs van de Jury voor Beste Videoclip: “Dancing School” (Jens Leen, muziek: Garcia Goodbye)
- Humo Award: “You Will Find It” (Jessie De Leeuw)
- 5 Wildcards Vlaams Audiovisueel Fonds 
  - Fictie: “Broeders” (Adil El Arbi & Bilall Fallah) en “The Letter” (Kenneth Mercken)
  - Documentaire: “Eenentwintig+Zeven” (Kenneth Michiels) en “De Opvolger” (Jeremy De Ryckere)
  - Animatie: “Shattered Past” (Boris Sverlow)

### 2010
- Europese Kortfilmcompetitie
  - Prijs van het Publiek: “Jacco’s Film” (Daan Bakker, Nederland)
  - Prijs van de Jury: “The Coach” (Lars Kristian Mikkelsen, Denemarken)
  - Eervolle vermelding: "Pour toi je ferai bataille" (Rachel Lang, België)
- Vlaamse Kortfilmcompetitie
  - Prijs van de Jury: “Paroles” (Gilles Coulier)
  - Prijs voor het Beste Debuut: “St. James Infirmary” (Leni Huyghe)
  - Eervolle vermelding: "Vijftien" (Samuel Fuller)
  - Prijs van het Publiek: “Het Bijzondere Leven van Rocky de Vlaeminck” (Kevin Meul)
- Prijs van het Publiek voor de Beste Animatiefilm: “Memée” (Evelyn Verschoore)
- Prijs van de Jury voor Beste Videoclip: “Wanderland” (Kristof Luyckx & Michèle Vanparys)
- Humo Award 2010: “Alles Voor De Show” (Maarten Verhulst)
- 5 Wildcards Vlaams Audiovisueel Fonds 
  - Fictie: “Misschien Later” (Moon Blaisse) en “Now/Here” (David Williamson)
  - Documentaire: “Because We Are Visual” (Olivia Rochette & Gerard-Jan Claes) en “Les enfants de la mer / mère » (Annabel Verbeke)
  - Animatie: “Mouse For Sale” (Wouter Bongaerts).

### 2009
- Prijs van de Jury voor Beste Korte Fictiefilm (geschonken door Kodak en Eye-Lite): A Gentle Creature (Marc James Roels)
- Prijs van het Publiek voor Beste Korte Fictiefilm (geschonken door ACE en A Sound): Een kleine duw (Philippe Verkinderen)
- AVID Publieksprijs voor Beste Korte Animatiefilm: Opgejut (Koen De Koninck)
- Prijs voor het Beste Debuut (geschonken door de Provincie Vlaams-Brabant): Siemiany (Philip James McGoldrick)
- SABAM Juryprijs voor Beste Videoclip: Blonde Fire (The Hickey Underworld)
- HUMO Award voor Beste Kortfilm: How to Enrich Yourself by Driving Women into Emotional and Financial Bankruptcy (Pim Algoed)
- SACD Juryprijs: C'est dimanche (Samir Guesni, Frankrijk)
- Canvas Publieksprijs: Life's hard (Gabriel Sirbu, Roemenië)
- VAF Wildcards Fictie: IJsland (Gilles Coulier) en Waar de sterre bleef stille staan (Gust Van den Berghe)
- VAF Wildcards Documentaire: What's in a name (Eva Küpper) en Het Kleine Leger van de Zilveren Berg (Jason Boënne)

### 2008
- Prijs van de Jury voor Beste Korte Fictiefilm (geschonken door Kodak en Eye-Lite): Plan B (Robin Pront)
- Prijs van het Publiek voor Beste Korte Fictiefilm (geschonken door ACE en A Sound): Plan B (Robin Pront)
- AVID Publieksprijs voor Beste Korte Animatiefilm: De Zwemles (Danny de Vent)
- Prijs voor het Beste Debuut (geschonken door de Provincie Vlaams-Brabant): Stilleven (Wim De Moor)
- SABAM Juryprijs voor Beste Videoclip: Eternal Woman (Tom Barman)
- HUMO Award voor Beste Kortfilm: Rudi 35 (Joris Vanden Berk)
- SACD Juryprijs: Love You More (Sam Taylor-Wood, UK)
- Canvas Publieksprijs: Ripple (Paul Gowers, UK)
- VAF Wildcards Documentaire: Dopwerkers (Bram Claus) en Emerging from the shadow of an inferior physique (Mathias Verleyen) en Henri et les îles (Bram Conjaerts)
- VAF Wildcards Fictie: Sara en Dirk (Jeff Otte) en Nan (Sahim Omar Kalifa)

### 2007
- Prijs van de jury voor beste Vlaamse fictiefilm: Fal (Hans Van Nuffel)

Eervolle vermeldingen: Mompelaar van Wim Reygaert & Marc Roels en Granitsa van Vanja d'Alcantara.
- ACE Publieksprijs voor beste Vlaamse korte fictiefilm: Tanguy's Unifying Theory of Life (Pim Algoed)
- Prijs voor het beste Vlaamse debuut: Ou Quoi (Cecilia Verheyden)
- AVID Publieksprijs voor beste korte animatiefilm: Terzo Mondo (Tom Van Gestel)
- SABAM Juryprijs voor Beste Videoclip: Back from the Grave (Toon Aerts, muziek: El Guapo Stunt team)
- Nokia Mobile Film Award: Domino (Sandy Claes)
- Humo Award: Père total (Raf Roosens)
- SACD Juryprijs voor beste Europese kortfilm: Blood Sisters (Louise N.D. Friedberg, Denemarken)
- CANVAS Publieksprijs voor beste Europese kortfilm: Tripes and onions (Márton Szirmai, Hongarije)
- VAF Wildcards Documentaire: L'Attente  (Lise Van den Briel) + Fronterissmo (Sofie Benoot) + Die Vögelein Schweigen im Walde (Tim De Keersmaecker)
- VAF Wildcards Fictie: Tanguy's Unifying Theory of Life (Pim Algoed) + Juliette (Nathalie Teirlinck)

### 2006
- Prijs van de jury voor beste Vlaamse fictiefilm: Anemoon (Nathalie Teirlinck)
- ACE Publieksprijs voor beste Vlaamse korte fictiefilm: Zondvloed (Peter Ghesquière)
- Prijs voor het beste Vlaamse debuut: Explode RU486 (Jesse De Greef)
- AVID Publieksprijs voor beste korte animatiefilm: Administrators (Roman Klochkov)
- SABAM Publieksprijs voor beste videoclip: How Does it Feel (Lars Damoiseaux, muziek: An Pierlé)
- SACD Juryprijs voor beste Europese kortfilm: Godkänd (Lisa Langseth, Zweden)
- CANVAS Publieksprijs voor beste Europese kortfilm: Six Shooter (Martin McDonagh, UK)
- Humo Award: Fernsehturm (Alexander Van Waes)

### 2005
- Prijs van de jury voor beste Vlaamse fictiefilm: Love's Lost & Happiness (Lieven Van Droogenbroeck)

Eervolle vermelding: Terminator Zero (Matthias Storme)
- ACE Publieksprijs voor beste Vlaamse korte fictiefilm: The One Thing to Do (Michaël R. Roskam)
- Prijs voor het beste Vlaamse debuut: Forever (Jonas Govaerts)
- AVID Publieksprijs voor beste korte animatiefilm: On a Lead (Sandy Claes)
- SCAM Juryprijs voor beste korte documentaire: Cinema Central (Elias Grootaers)
- SABAM Publieksprijs voor beste videoclip: Unrock (Lars Damoiseaux, muziek: Gabriël Rios)
- SACD Juryprijs voor beste Europese kortfilm: A Picture of Me (Tom Shkolnik, UK)
- CANVAS Publieksprijs voor beste Europese kortfilm: Home Game (Martin Lund, Noorwegen)

### 2004
- Prijs van het publiek voor beste Vlaamse fictiefilm: Carlo (Michaël R. Roskam)
- Prijs van de jury voor beste Vlaamse fictiefilm: Cologne (Kaat Beels)
- Prijs voor het beste Vlaamse debuut: My Bonnie (Nele Meirhaghe)
- Prijs van het publiek voor beste Vlaamse korte animatiefilm: Flatlife (Jonas Geirnaert)
- Prijs van het publiek voor beste videoclip: Housewife (Daan Stuyven)
- Prijs van het publiek voor beste korte documentaire: Made in Italy (Fabio Wuytack)
- Prijs van het publiek voor beste Europese kortfilm: Cashback (UK, Sean Ellis)
- Prijs van de jury voor beste Europese kortfilm: De Nouveau Lundi (Frankrijk, Alix De Maistre)

### 2003
- Prijs van het publiek voor beste Vlaamse fictiefilm: Love Story in B-minor (Ief Desseyn)
- Prijs van de jury voor beste Vlaamse fictiefilm: Joséphine (Joël Vanhoebrouck)
- Prijs voor het beste Vlaamse debuut: The Return of 50ft Woman (Ian Swerts)
- Prijs van het publiek voor beste Vlaamse korte animatiefilm: Like You See (Evelien Hoedekie)
- Prijs van het publiek voor beste videoclip: Jumpneedle (Tom Barman)
- Prijs van het publiek voor beste korte documentaire: Moeder waarom werken wij? (Fien Cerfontyne)
- Prijs van het publiek voor beste Europese kortfilm: United we stand (Noorwegen, Hans Petter Moland)
- Prijs van de jury voor beste Europese kortfilm: Love me or leave me Alone (UK, Duane Hopkins)

### 2002
- Prijs van het publiek voor beste Vlaamse fictiefilm: dJU! (Daniël Lamberts)
- Prijs van de jury voor beste Vlaamse fictiefilm: dJU! (Daniël Lamberts)
- Prijs voor het beste Vlaamse debuut: Flat 41 (Hans Vercauter)
- Prijs van het publiek voor beste Vlaamse korte animatiefilm: Something Fishy (Reinout Swinnen)
- Prijs van het publiek voor beste videoclip: Head in a Bucket (Kenneth Debacker)
- Prijs van het publiek voor beste Europese kortfilm: Music for one Apartment and Six Drummers (Zweden, Ola Simonsson & Johannes Stjärne Nilsson)
- Prijs van de jury voor beste Europese kortfilm: Squash (Frankrijk, Lionel Baillieu)

### 2001
- Prijs van het publiek voor beste Vlaamse fictiefilm: Fait D'Hiver (Dirk Beliën)
- Prijs van de jury voor beste Vlaamse fictiefilm: België-Turkije (Brecht Vanhoenacker)
- Prijs voor het beste Vlaamse debuut: Dialing the Devil (Toon Aerts)
- Prijs van het publiek voor beste Vlaamse korte animatiefilm: Antipoden (Frodo Kuipers)
- Prijs van het publiek voor beste videoclip: Bananaqueen (Neville Marcinkowski)
- Prijs van het publiek voor beste Europese kortfilm: Gedeelde prijs voor Quand on est amoureux c'est merveilleux (België, Fabrice du Welz) en Kovat Miehet (Finland, Maarit Lalli)
- Prijs van de jury voor beste Europese kortfilm: Copy Shop (Oostenrijk, Virgil Widrich)

### 2000
- Prijs van het publiek voor beste Vlaamse fictiefilm: Billet-Doux (Frauke Dierickx)
- Prijs van de jury voor beste Vlaamse fictiefilm: Lieven van Baelen (voor zijn werk in The Threat en Inasmuch)
- Prijs van het publiek voor beste Vlaamse animatiefilm: Dick Head (Kris Genijn)
- Prijs van de jury voor beste Vlaamse animatiefilm: Pygmalion (Björn Deneve)
- Prijs van het publiek voor beste videoclip: Your shadow (Walter Hilhorst)
- Prijs van de jury voor beste videoclip: When logics die (Stephen Dewaele)

### 1999
- Prijs van het publiek voor beste Vlaamse fictiefilm: Black XXX-Mas (Pieter Van Hees)
- Prijs van de jury voor beste Vlaamse fictiefilm: Wooww (Fien Troch)
- Prijs voor het beste Vlaamse debuut: Zand Erover (Sven Huybrechts)
- Prijs van het publiek voor beste Vlaamse korte animatiefilm: Wachtkamer Blues (Koen Van Mierlo)
- Prijs van de jury voor beste Vlaamse korte animatiefilm: Mort Subite (Jo Goigne)
- Prijs van het publiek voor beste videoclip: I Spy (Pieter Van Hees)

### 1998
- Prijs van het publiek voor beste Vlaamse fictiefilm: Los Taxios (Lars Damoiseaux)
- Prijs van de jury voor beste Vlaamse fictiefilm: 13 (Gert Embrechts)
- Prijs voor het beste Vlaamse debuut: Het kan nog erger (Dennis Nap)

### 1997
- Prijs van het publiek voor korte Vlaamse fictiefilm: Big in Belgium (Pieter Van Hees)

### 1995-96
(geen prijzen uitgereikt)

## Samenstelling jury's

### 2024
Europese Competitie
- Michał Toczek
- Hilke Rönnfeldt
- Anthony Nti

Vlaamse Competitie
- Miguel Dias
- Anne Gaschütz
- Christina Vandekerckhove

### 2023
Europese Competitie
- Bo Alfaro Decreton
- Daniel Ebner
- Katharina Liebert

Vlaamse Competitie
- Jennifer Heylen
- Rimantė Daugėlaitė
- Wouter Bongaerts

### 2022
Europese Competitie
- Martin Strange-hansen
- Lauma Kaudzīte
- Olha Zhurba

Vlaamse Competitie
- Birgitte Weinberger
- Veerle Baetens
- Michiel Philippaerts
- Jeffrey Bowers
- Julie Rousson

### 2021
Europese Competitie
- Vincent Tilanus
- Si Edwards
- Youness Iken

Vlaamse Competitie: Fictie
- Sebastian Mulder
- Anouk Fortunier
- Marija Milovanovic
- Tijmen Govaerts

### 2020
Europese Competitie
- Barnabas Toth
- Wendy Pillonel
- Maarten Alexander

Vlaamse Competitie: Fictie
- Robin Pront
- Hélène Devos
- Niels Putman

### 2019
Europese Kortfilmcompetitie
- Lucile Bourliaud
- Raf Keunen
- Konrad Czernik
- Giorgos Karvelas
- Eva Cools

Vlaamse Kortfilmcompetitie fictie
- Lou Berghmans
- Sarah Dombrink
- Sara Fratini
- Sophia Georgiadou
- Angelo Tijssens

Vlaamse Kortfilmcompetitie documentaire
- Lou Berghmans
- Sarah Dombrink
- Sara Fratini

### 2018
Europese Kortfilmcompetitie
- Heinz Hermanns
- Sanne Jehoul
- Josza Anjembe
- Anke Brouwers
- Michel Sabbe

Vlaamse Kortfilmcompetitie fictie
- Emilia Mazik
- Neil Young
- Robin Broos
- Julie Mahieu
- Thierry Hellin

Vlaamse Kortfilmcompetitie documentaire
- Sanne Jehoul
- Robin Broos
- Giulio Vita

### 2017
Europese Kortfilmcompetitie
- Cherie Ferderico (UK)
- Opal H. Bennet (USA)
- Sam De Wilde (België)
- Antti Heikki Pesonen (Finland)
- Phil Parker (UK)

Vlaamse Kortfilmcompetitie fictie
- Gilles Coulier (België)
- Amira Daoudi (België)
- Giulio Vita (Italië)
- Flor Decleir (België)
- Paulina Wieczorek (Polen)

Vlaamse Kortfilmcompetitie documentaire
- Giulio Vita (Italië)
- Gilles Coulier (België)
- Opal H. Bennet (USA)

### 2016
Europese Kortfilmcompetitie
- Michaela Pnacekova (Duitsland)
- Judith Colell (Spanje)
- Enrico Vanucci (Italië)
- Maïmouna Doucouré (Frankrijk)
- (België)

Vlaamse Kortfilmcompetitie
- Jonas Govaerts (België)
- Kurt Vandemaele (België)
- Philippe Ravoet (België)
- Roos Stelling (Nederland)
- Gina Dellabarca (Nieuw-Zeeland)

Wildcards
- Fictie

Nathalie Teirlinck, Dries Phlypo, Fien Troch, Felix Van Groeningen, Viviane De Muynck
- Documentaire

Stephen Dhoedt, Emmy Oost, Pieter-Jan De Pue, Isabelle Tollenaere, Frank Moens
- Animatie

Frits Standaert, Dorien Schetz, Pieter Coudyzer, Erik Schut, Joeri Christiaen
- Filmlab

Cis Bierinckx, Pieter Van Bogaert, Sofie Verdoodt, Helena Kritis, Johan Grimonprez

### 2015
Europese Kortfilmcompetitie
- Wim Willaert (België)
- Gunhild Enger (Noorwegen)
- Gabriel Gauchet (Groot-Brittannië, Portugal)
- Fabrice Marquat (Frankrijk)
- Linda C. Cowgill (USA)

Vlaamse Kortfilmcompetitie
- Laurence Boyce (Groot-Brittannië, Estland)
- Adil el Arbi (België)
- Cecilia Verheyden (België)
- Catherine Wilmes (België)
- Clara Doucet (Spanje, Frankrijk)

Wildcards
- Fictie

Tom Dewispelaere, Frank Van Passel, Reinhilde Weyns, Hilde De Laere, Billal Fallah
- Documentaire

Peter Jäger, Vincent Loozen, Anna Van der Wee, Ellen De Waele, Sofie Benoot
- Animatie

Arielle Sleutel, Tom Van Gestel, Rosto, Bert Vandecasteele, Yvonne van Ulden
- Filmlab

Koen Theys, Valerie Verhack, Sven Augustijnen, Hans Martens, Ingrid Van Tol

### 2014
Europese Kortfilmcompetitie
- Laurence Raymond (Frankrijk) - Filmfestival Cannes: Quinzaine Des Réalisateurs
- Jeroen Struys (België) - Filmjournalist DeStandaard
- Sahim Omar Kalifa (België) - filmmaker
- Salette Ramalho (Portugal) - Agencia Curtas Vila Do Conde
- Jean-Bernard Marlin (Frankrijk) - filmmaker

Vlaamse Kortfilmcompetitie
- Niclas Gillberg (Zweden) - Uppsala Short Film Festival
- Charlotte Vandermeersch (België) - actrice
- Samir Karahoda (Kosovo) - DOKUFEST Documentary and Short Film Festival
- Bryn Chainey (Duitsland / Australië) - filmmaker
- Simon Vrebos (België) - CANVAS

Wildcards
- Fictie

Tomas Leyers, Tom Peeters, Gilles Coulier, Fien Troch, Titus de Voogdt
- Documentaire

Teodora Ana Mihai, Tom Bleyaert, Emmy Oost, Frederic Nicolai, Eva Küpper
- Animatie

Telidja Klaï, Klaartje Schrijvers, Jan Bultheel, Emma De Swaef, Eric Goossens
- Filmlab

Anouk De Clercq, Edwin Carels, An. van Dienderen, Jos Van den Berghe, Hans Op de Beeck

### 2013
Europese Kortfilmcompetitie
- Trey Ellis (Verenigde Staten) - Columbia University
- Gaia Meucci (UK) - Encounters Short Film and Animation Festival
- Ben Segers (België) - acteur
- Hans Bruch jr. - D.O.P.
- Caroline Strubbe - regisseur

Vlaamse Kortfilmcompetitie
- Simon Ellis (UK) - regisseur
- Torunn Nyen (Noorwegen) - Grimstad Short Film Festival
- Erik Van Looy - regisseur
- Steven Tuffin - filmjournalist
- Sanne Nuyens - scenariste

Wildcards
- Fictie

Peter Brosens, Nathalie Teirlinck, Erik Van Looy, Jan Verheyen, Gilda De Bal
- Documentaire

Paul Pauwels, Reinhilde Weyns, Peter Krüger, Lieven Corthouts, Sofie Benoot
- Animatie

Annemie Degryse, Erik Van Drunen, Ben Tesseur, Karin Vandenrydt, Wouter Bongaerts
- Filmlab

Edwin Carels, Marie Logie, Manon de Boer, Sofie Verdoodt, Pieter Van Bogaert

### 2012
Europese Kortfilmcompetitie
- John Canciani (Zwitserland) - Programmadirecteur Kurzfilmtage - Short Film Festival
- Vanja d'Alcantara (België) - Regisseur van o.m. de kortfilm "Granitsa" en de langspeelfilm "Beyond the Steppes".
- Rich Warren (UK) - Medewerker Brief Encounters Short Film Festival en talent scout voor NFTS
- Simon Young (UK) - Lid van het Content Acquisition Team van Shorts International.
- Leen Engelen (België) - Docent filmgeschiedenis en media - KULeuven en MAD Faculty

Vlaamse Kortfilmcompetitie
- Peter Volkart (Zwitserland) - Regisseur van o.m. "Terra Incognita" and "Monsieur Sélavy" Artist in focus op IKL '12.
- Bart van Langendock (België) - Producent van talloze kortfilms, speelfilms en documentaires, o.m. "Carlo", "Empire of Dust", "Rundskop", "Rain" e.v.a.
- Hans van Nuffel (België)  - Regisseur van een reeks bekroonde kortfilms (o.m. "Het Einde van de Rit") en de succesvolle langspeelfilm "Adem".
- Marie Vinck (België) - Actrice, te zien in talloze speelfilms (o.m. "Adem", "Loft", ..) en verschillende kortfilms ("Post Scriptum", "Zonder Jou",...)
- Gerrie Van Rompaey (België) - Scenariste en voorzitter van de Scenaristengilde.

VAF Wildcards
- Fictie

Kaat Beels, Nicolas Karakatsanis, Sam Louwyck, Gust Van den Berghe
- Documentaire

Reinhilde Weyns, Manu Riche, Bram Van Paesschen, Peter Woditsch
- Animatie

Viviane Vanfleteren, Emma De Swaef & Marc James Roels, Inge Verroken, Hisko Hulsing
- FilmLab

Walter Verdin, Brecht Debackere, Steven Op de Beeck, Anouk De Clercq

### 2011
Europese Kortfilmcompetitie
- Alessandro Marcionni
- Prami Larssen
- Christophe Van Rompaey
- Mick Hannigan
- Euridyce Gyssel

Vlaamse Kortfilmcompetitie
- Els Dotterman
- Nicolas Karakatsanis
- Richard Raskin
- Jan Temmerman
- Willem Hesling

VAF Wildcards
- Fictie

Bart De Pauw, Tomas Leyers, Ben Van Alboom, Geert Van Rampelberg
- Animatie

Annemie Degryse, Eric Goossens, Jonas Geirnaert, Jan Ebo
- Documentaire

Frederik Nicolai, Bart Van Langendonck, Klara Van Es, Reinhilde Weyns

### 2010
Europese Kortfilmcompetitie
- Sydney Neter
- Insa Wiese
- Nele Meirhaeghe
- Joke Liberge
- Peter De Maegd

Vlaamse Kortfilmcompetitie
- Michaël Roskam
- Rik Zang
- Jing Haase
- Erik Stockman
- Joke Devynck

Videoclipcompetitie
- Lars Damoiseaux
- Maarten Le Roy
- Ben Van Alboom

VAF Wildcards
- Fictie

Hans Van Nuffel, Eurydice Gysel, Nico Leunen, Johan Heldenbergh
- Animatie

Karin Vandenrydt, Viviane Vanfleteren, Toon Roebben, Ben Tesseur
- Documentaire

Tim De Keersmaecker, Reinhilde Weyns, Mark Daems, John Vandekerckhove

### 2009
Europese Kortfilmcompetitie
- Richard Jobson (UK, regisseur & schrijver)
- Jane Waltman (NL, producent & schrijver)
- Wolfgang Pielmeier (AT, festival programmator van Vienna Shorts)
- Henk Cluytens (BE, distributeur ABC films)
- Philippe De Schepper (BE, scenarist)

Vlaamse Kortfilmcompetitie
- Patrice Toye (BE, regisseur)
- Koen De Graeve (BE, acteur)
- Anja Daelemans (BE, producent)
- Renaat Lambeets (BE, cameraman, DOP)
- Dave Mestdach (BE, criticus)

VAF Wildcards
- Fictie

Tomas Leyers, Nico Leunen, Pierre De Clercq, Felix Van Groeningen, Geoffrey Enthoven
- Documentaire

Cis Bierinckx, Bart Van Langendonck, Philippe Van Meerbeek, Fabio Wuytack, Lut Vandekeybus

### 2008
- Maggie Kim (USA, Tribeca Film Festival)
- Robbie Cleiren (Acteur)
- Chris Craps (Filmjournalist)
- Lisa Nyed (Zweden, Nordisk Panorama)
- Suzanne Ballantyne (UK, programmatrice Raindance Film Festival)
- Lisa Ter Berg (Nederland, programmatrice en organisator van Go Short!)
- Erik Kloeck (Acteur, distributeur, scenarist)
- Rik D'Hiet (Scenarist)
- Ben Van Alboom (Filmjournalist)
- Christophe Van Rompaey (regisseur en producent)
- Bart Steenhaut
- Stefan Franck (medewerker van het VDFC)

### 2007
- An Miller (Belgische actrice van onder andere Het eiland, Dagen zonder Lief)
- Pieter Van Hees (Belgische regisseur van onder andere de kortfilms Black XXX-mas en Big in Belgium en van langspelers Linkeroever en Dirty Mind)
- Jan Eelen (Belgische regisseur bij Woestijnvis, regisseerde onder andere Alles Kan Beter, Vaneigens, In de Gloria en Het eiland)
- Carl Joos (Belgische scenarist van onder andere De Zaak Alzheimer, Flikken en Windkracht 10)
- Ben Van Alboom (Belgische freelance journalist voor onder andere Klara, De Standaard, Focus Knack en Studio Brussel)
- Tina Santomauro (Amerikaanse aankoopster voor de online filmwebsite Atomfilms)
- Matt Lloyd (Britse kortfilmprogrammator bij het Edingbrugh International Film Festival)

### 2006
- Frank Focketyn
- Geoffrey Enthoven
- Koen Mortier
- Ivana Vuksic
- Jaak Boon

Videoclipjury:
- Ray Cokes
- Christophe Lambrecht
- Danny Elsen

### 2005
- Sien Eggers
- Christophe Dirickx
- Kaat Beels
- Stephan Winkler

### 2004
- Felix Van Groeningen
- Ruben Nollet
- Mark Cosgrove (Programmator Brief Encounters Bristol International Short Film Festival)
- Christoffer Olofsson (Programmator Uppsala International Short Film Festival)
- Ilse Somers

### 2003
- Hans Herbots
- Tine Reymer
- Frans Lefever
- Jürgen Kittel (Internationaal Kortfilmfestival Hamburg, Duitsland)
- Tuula Kumpunen (Internationaal Kortfilmfestival Tampere, Finland)

### 2002
- Dorothée Van Den Berghe
- Wim Opbrouck
- Fien Troch
- Dawn Sharpless (Short Film Bureau London, UK)
- Stephan Sarasi (Internationaal Kortfilmfestival 'Short Cuts Cologne', Duitsland)

### 2001
- Vincent Bal
- Jan Verheyen
- Kurt Vandemaele
- Adriaan Van den Hoof
- Annemie Degryse
- Kari Lounela (Internationaal Kortfilmfestival Tampere, Finland)
- Judith Lewis (Internationaal Kortfilmfestival Hamburg, Duitsland)

### 2000
- Dominique Deruddere
- Ruben Nollet
- Barbara Sarafian
- Bie Boeykens
- Stany Crets
- Freddy Sartor

### 1999
- Bart De Pauw
- Erik Stockman
- Jan Verheyen
- Willem Wallyn
- Luc Joris
- Patrice Toye
- Hilde Van Mieghem

### 1998
- Patrice Toye
- Jan Temmerman
- Bart De Pauw
- Chantal Pattyn
- Frank Van Passel

## Andere activiteiten van het festival
Een van de belangrijkste nevenactiviteiten van het festival is het beheren van een dvd-label, Selected Shorts. Onder deze naam brengt het festival jaarlijks 2 kortfilmcompilaties uit: een best off van de Vlaamse kortfilm van de voorbije editie en een thematische compilatie (zoals kinderfilms, humoristische films, edm).
De titellijst tot nog toe bestaat uit:
- 10 Jaar Leuven Kort: De beste Vlaamse kortfilms uit een decennium festival
- Selected Shorts 1: De beste Vlaamse kortfilms 2004
- Selected Shorts 2: De beste Europese kortfilms
- Selected Shorts 3: De beste Vlaamse kortfilms 2005
- Selected Shorts 4: Kortfilms voor kids
- Selected Shorts 5: Comedy Shorts
- Selected Shorts 6: De beste Vlaamse kortfilms 2006
- Selected Shorts 7: Dichtvorm
- Selected Shorts 8: De beste Vlaamse kortfilms 2007
- Selected Shorts 9: De beste Vlaamse kortfilms 2009
- Selected Shorts 10: De beste Vlaamse kortfilms 2010
- Selected Shorts 11: Kleine helden & rare kwasten (voor kinderen)
- Selected Shorts 12: LABO Works
- Selected Shorts 13: De Beste Vlaamse kortfilms
- Selected Shorts 14: De Beste Vlaamse kortfilms
- Oh Willy - Release van kortfilm Oh Willy + Zachte planten + Making Off
- Selected Shorts 15: De Beste Vlaamse kortfilms (dvd + bluray)
- Het Verloren Vriendje en andere verhaaltjes
- Baghdad Messi - Release van kortfilm Baghdad Messi + Land of the Heroes + Interview
- Haas & Hert en andere verhaaltjes
- Selected Shorts 17: De Beste Vlaamse kortfilms (dvd + bluray)